# Clement Nye Swift
Clement Nye Swift, né en 1846 à Acushnet dans le comté de Bristol (Massachusetts) et mort le 29 mars 1918, est un peintre américain qui a étudié la peinture en France.

## Biographie
Rêvant de devenir peintre animalier, Clement Nye Swift vient en France pour étudier la peinture à l'École des beaux-arts de Paris et dans les studios d'Adolphe Yvon et d'Henri Harpignies. En raison de la guerre de 1870, il quitte Paris pour la Bretagne, s'installant à Pont-Aven ; c'est là que, pendant dix ans, il fait l'essentiel de son travail artistique. Entre 1872 et 1880, il expose au Salon de peinture et de sculpture de Paris ; en 1881, il revient aux États-Unis, écrivant aussi des romans et des poèmes. En 1890, il se marie à Acushnet avec sa cousine Annie Amelia Swift, décédée en 1919.

## Œuvres
La liste ci-après reste très incomplète :
- Whaler Underway in High Seas (huile sur toile, entre 1870 et 1879)[4]
- Une épave (huile sur toile, 1879, Free Public Library, New Bedford)
- A Nantucket sleigh ride (huile sur toile)[5]
- Femmes et enfants priant devant la croix [en Bretagne] (huile sur toile)[6]
- Seaweed gatherers, Brittany (Ramasseurs de goémon, Bretagne) (huile sur toile)[7]
- Flirtation at the shrine (Couple devant une fontaine [en Bretagne]) (huile sur toile)[8]
- Vue de Achusnet[9]
- Leonard's Boat Shop (1905, New Bedford Whaling Museum)[10]

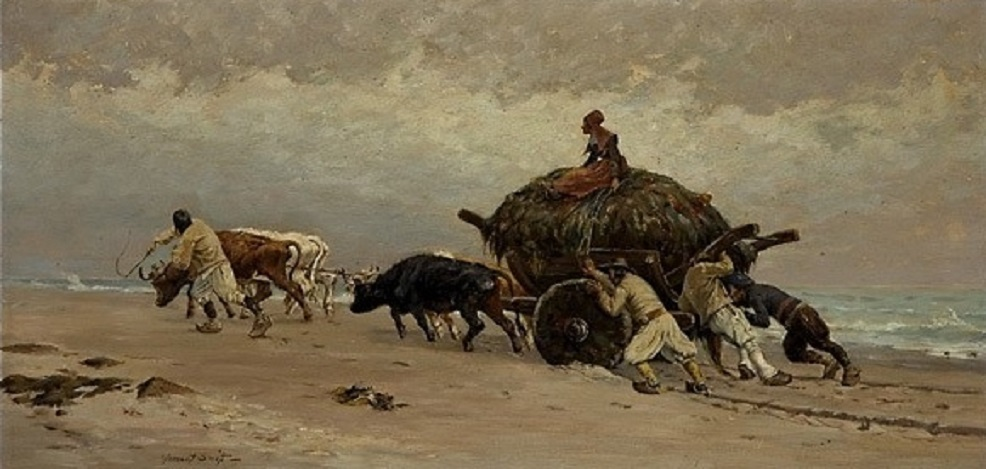
Ramasseurs de goémon (en Bretagne, région de Pont-Aven).
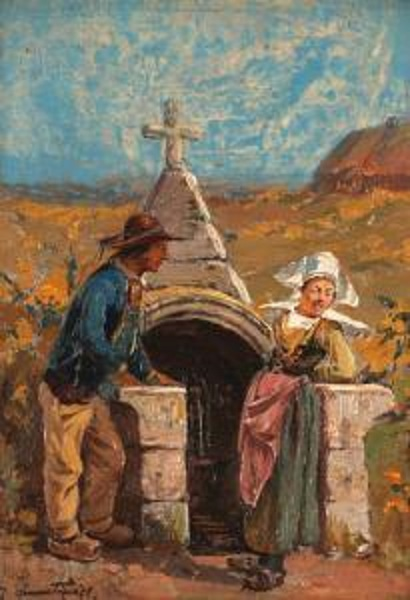
Couple devant une fontaine (en Bretagne, probablement dans la région de Pont-Aven).
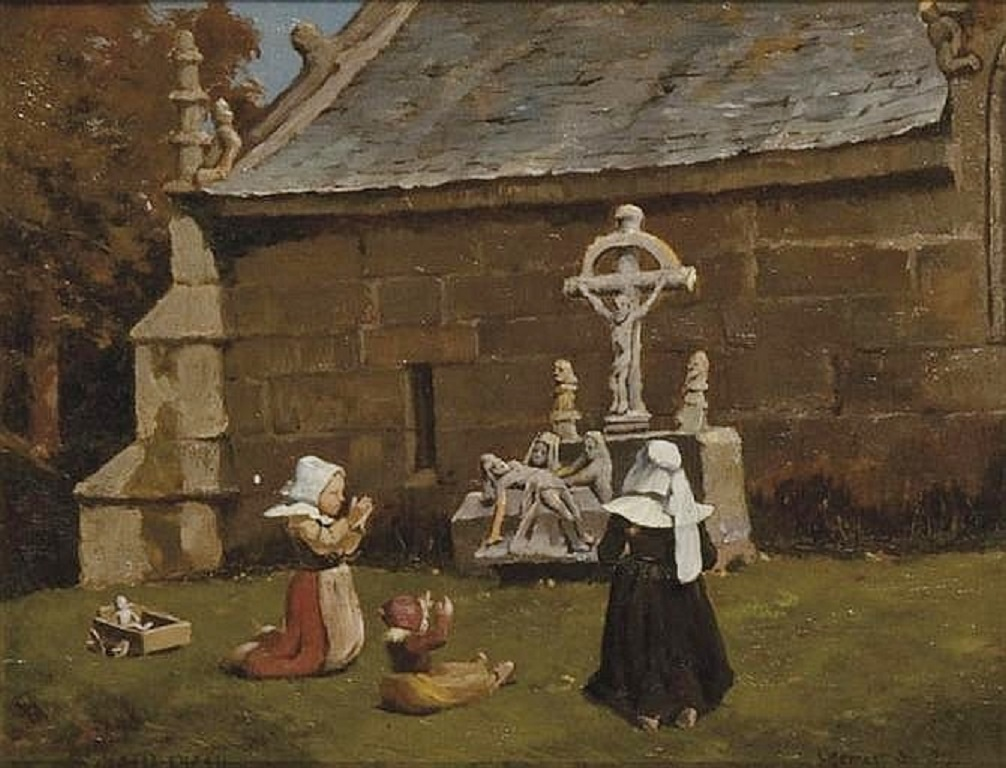
Femmes et enfants priant devant la croix (en Bretagne, probablement dans la région de Pont-Aven).
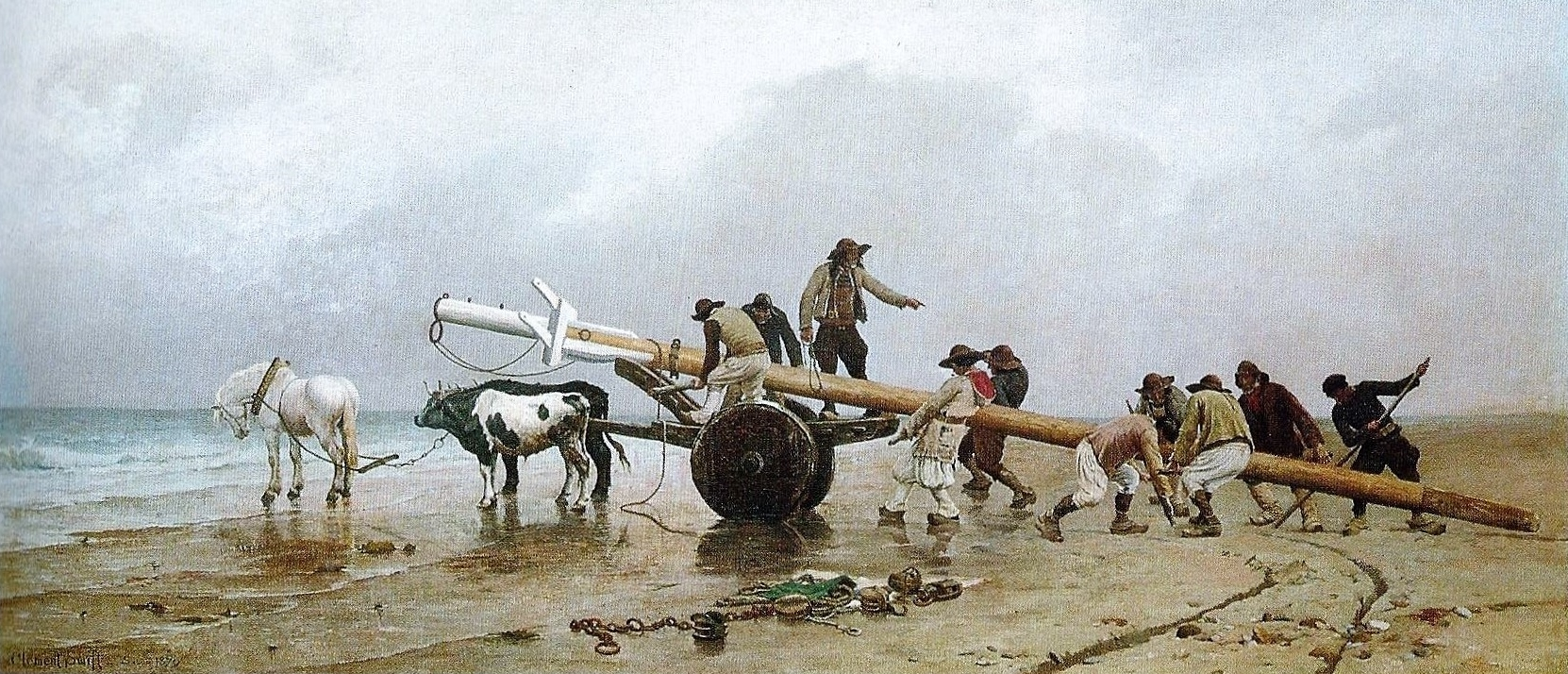
Une épave (huile sur toile, 1879, Free Public Library, New Bedford).